# Fundación Biblioteca Museo Temple Radicati (Universidad Nacional Mayor de San Marcos)
La Fundación Biblioteca Museo Temple Radicati de la Universidad Nacional Mayor de San Marcos (siglas: FBMTR-UNMSM) fue creada en 1996 por la doctora Ella Dunbar Temple Aguilar, ilustre historiadora y jurista sanmarquina, con el rol de ser un Centro de Altos Estudios y de Investigaciones Peruanistas para “promover estudios e investigaciones de carácter jurídico, histórico, arqueológico, sociológico, antropológico, ecológico, geográfico y otros, que tengan como centro el Perú y América”.
Para el cumplimiento de sus fines, la fundación organiza, promueve y participa en diversas actividades y eventos culturales. La biblioteca atiende consultas en relación con trabajos de investigación especializados, para lo cual se requiere una carta de presentación de la institución donde se realiza la investigación, acreditada por una autoridad competente. La acreditación puede hacerse también con el carnet de investigador emitido por la Biblioteca Nacional del Perú.

## Ambientes y colecciones
La fundación custodia y administra el legado de la doctora Ella Dunbar Temple Aguilar y de su esposo, el doctor Carlo Radicati di Primeglio, una de las mayores autoridades mundiales en el estudio de los quipus. Dicho legado consiste en la casa que fuera residencia de la pareja en Lima, y un conjunto de bienes culturales agrupados en diversas colecciones que incluyen: biblioteca especializada, fondo antiguo, hemeroteca, manuscritos, epistolario, mapoteca, pinacoteca, archivo fotográfico, colección de discos clásicos en 78 rpm, colecciones de filatelia y numismática, postales, diplomas, medallas, muñecas del mundo, mariposario, mates burilados, cerámica y textiles precolombinos, así como una colección de 29 quipus y una yupana.

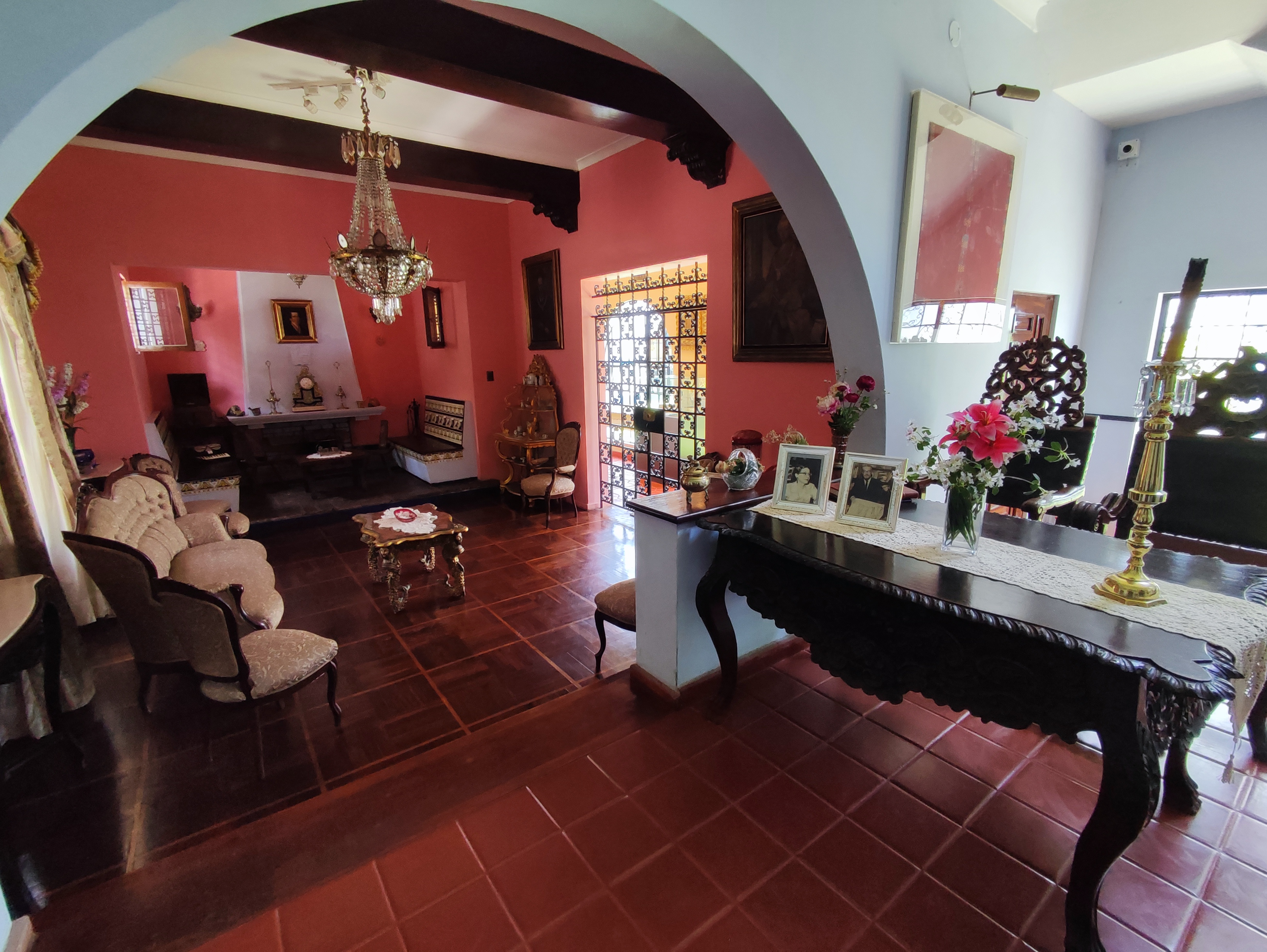
Vista de la sala de entrada.
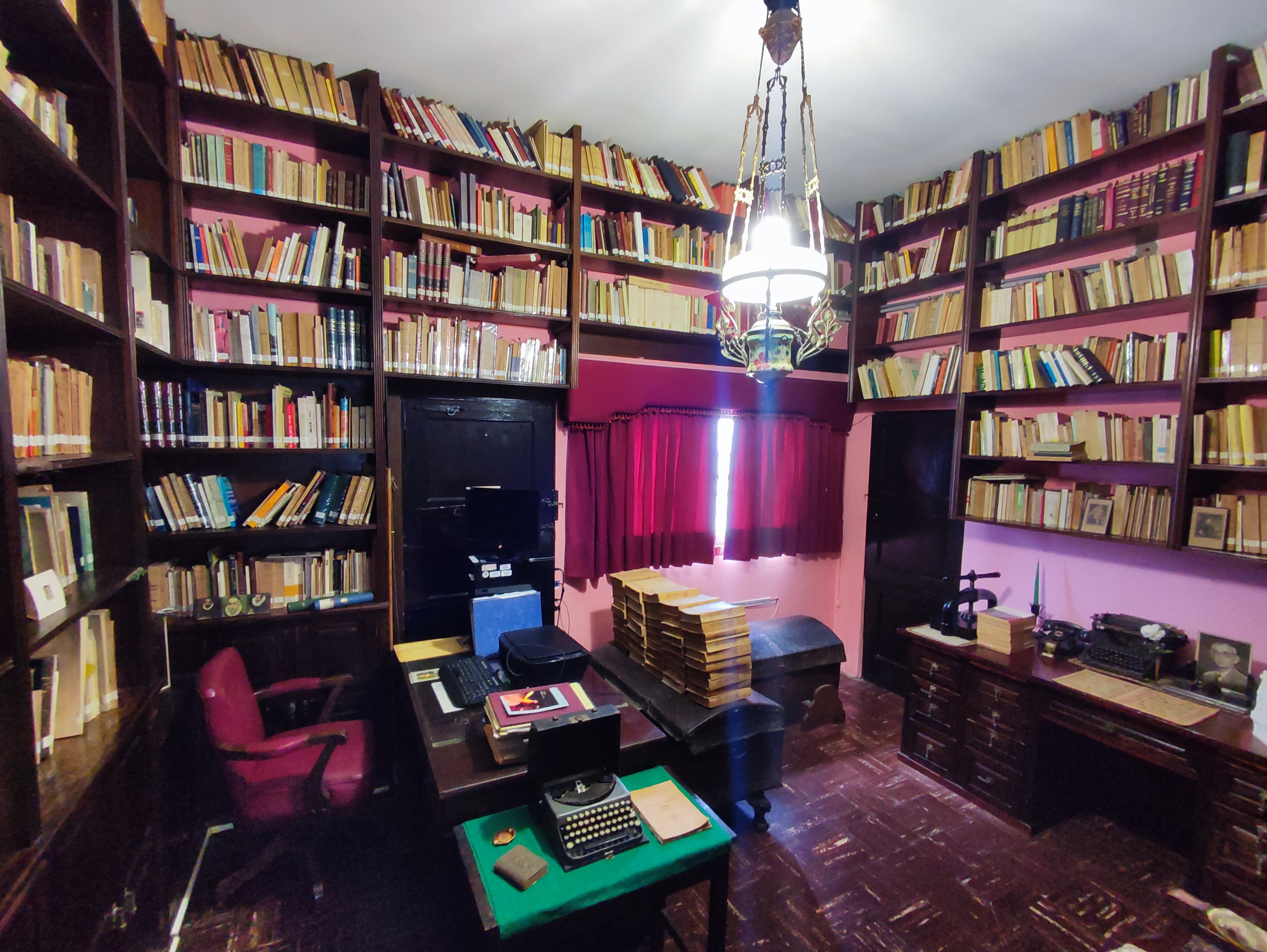
Vista de la sala de biblioteca.
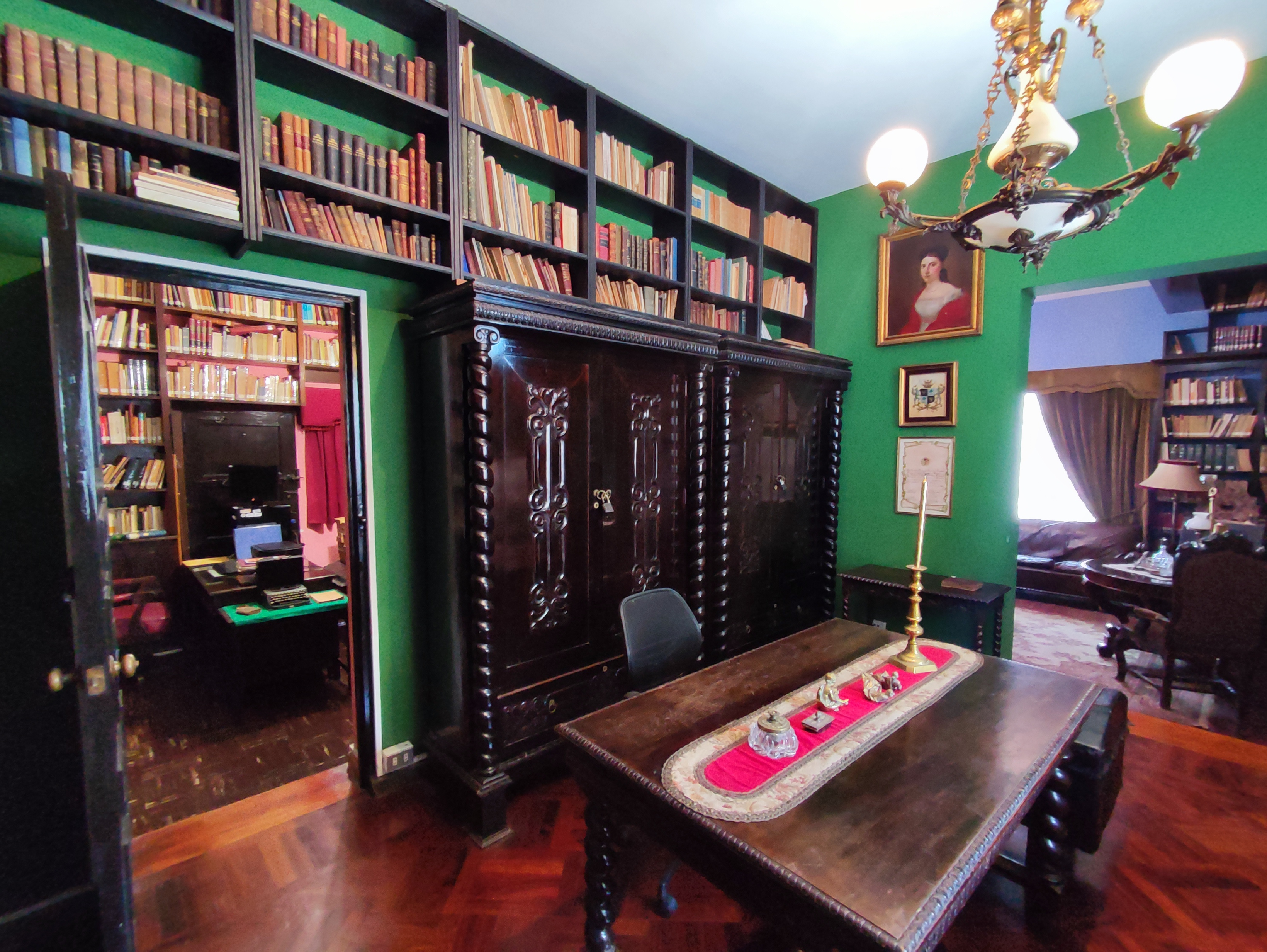
Vista del área del comedor.
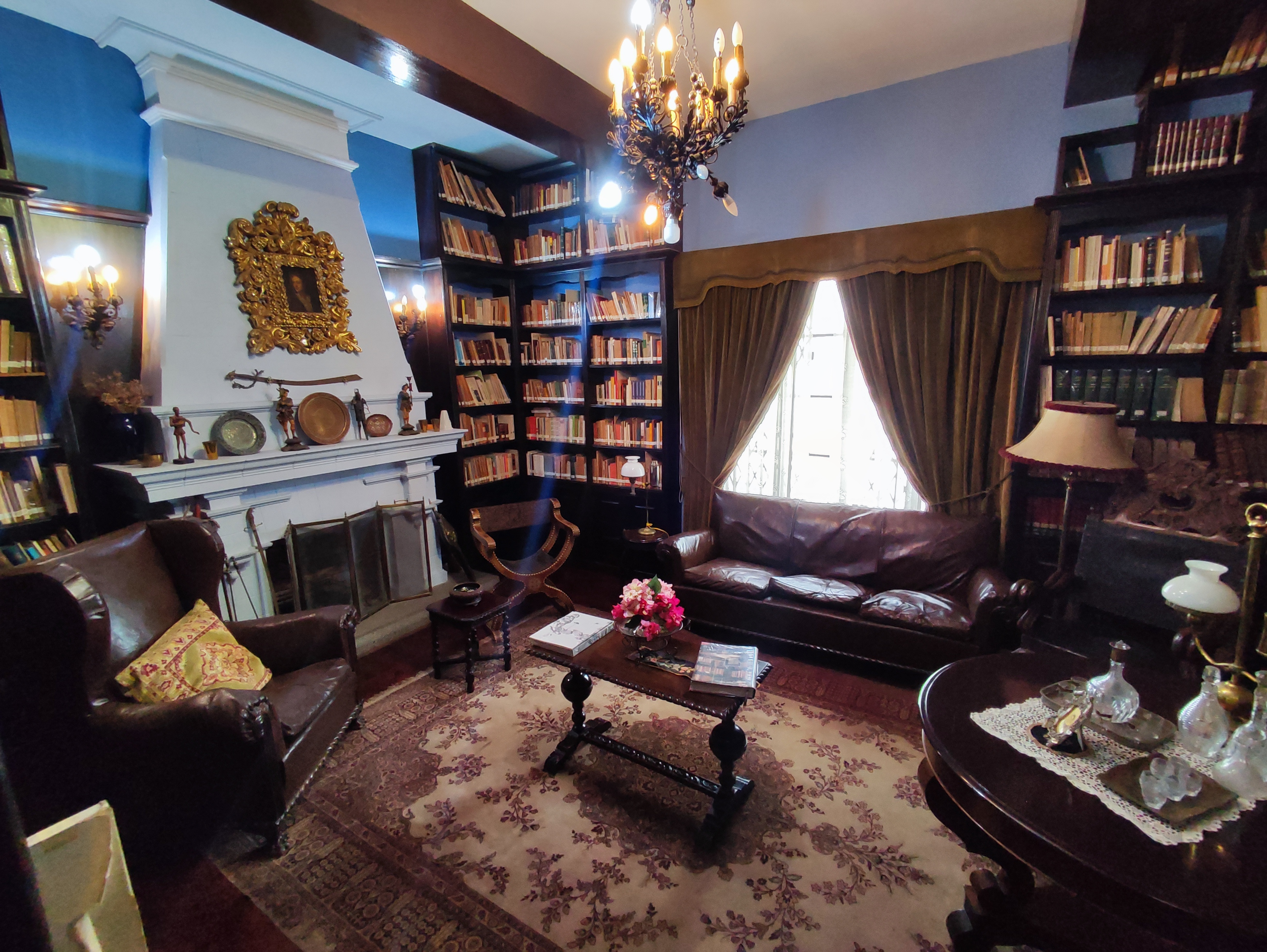
Vista de la sala principal.
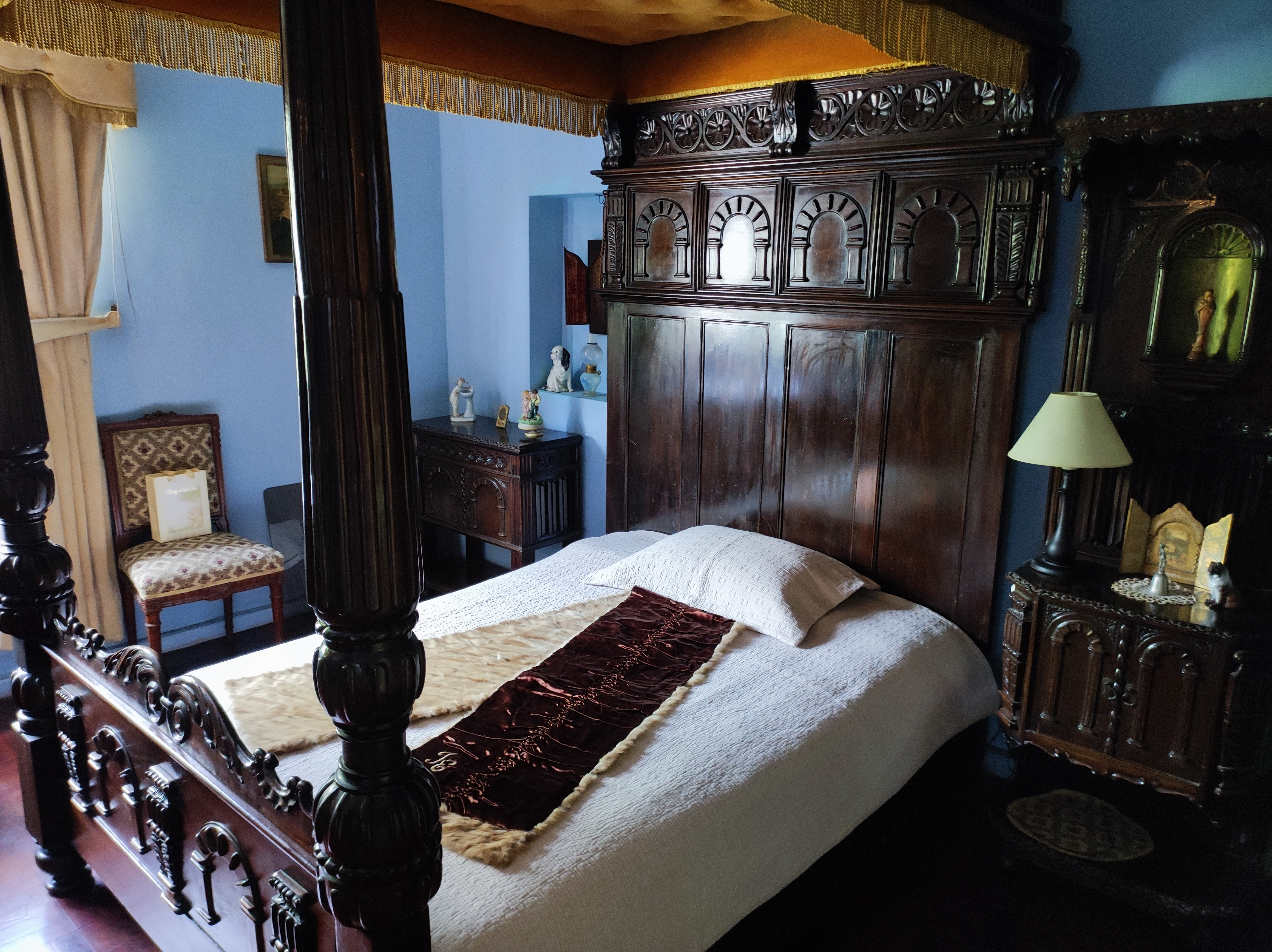
Vista de habitación de Ella Dunbar Temple.